# Geneviève Almouzni
Geneviève Almouzni (Argelia francesa, 9 de agosto de 1960) es una bióloga francesa especialista en epigenética y directora del centro de investigación del Instituto Curie en París.

## Biografía
Geneviève Almouzni estudió en el Escuela normal superior de Fontenay-aux-Roses de 1980 a 1985. En 1988, defendió en la Universidad Pierre-et-Marie-Curie una tesis en microbiología sobre la utilización de un sistema derivado de huevos xenófobos para estudiar la replicación y el ensamblaje en cromatina del ADN bajo la dirección de Marcel Méchali.
De 1988 a 1989 y de 1991 a 1993 se trasladó a Estados Unidos para trabajar como investigadora posdoctoral en el centro de investigación de los l Institutos Nacionales de Salud de Bethesda, en el laboratorio del profesor Alan Wolffe.  
Es directora de investigación en el Centro Nacional para la Investigación Científica (CNRS) desde enero de 2000. 
En 2013, tomó la dirección de investigación del Instituto Curie, convirtiéndose así en la tercera mujer en ocupar este cargo después de Marie Curie e Irène Joliot-Curie. Fue presidenta de EU-LIFE (2018-2019), la alianza de institutos de investigación que aboga por una investigación de excelencia en Europa. También es miembro del consejo editorial de la revista Cell.

## Trabajos científicos
Sus trabajos se centran en la prevención del cáncer, en particular en el papel de determinadas proteínas en el desarrollo de tumores.
Geneviève Almouzni estudia la transmisión de la información genética y epigenética en la célula eucariota, en particular a través de los mecanismos de ensamblaje de la cromatina, así como el impacto de los posibles errores en este nivel de regulación, específicamente en el cáncer.

## Premio y distinciones
- 2000 Medalla de plata del CNRS.
- 2011 Caballero de la Legión de Honor.
- 2013 Mujer de ciencias, premio concedido por la Organización Europea de Biología Molecular y la Federación de Sociedades Europeas de Bioquímica por sus trabajos de investigación en el campo de la epigenética, en particular el papel de las histonas y la cromatina en el control de la actividad de los genes.
- 2013 elegida por la Asociación Americana para el Avance de la Ciencia.
- 2013 elegida miembro de la Academia de Ciencias de Francia  desde el 10 de diciembre de 2013.
- 2016 Oficial de la Legión de Honor.
- 2024 Premio L'Oréal-Unesco a Mujeres en Ciencia.[4]